# Кравченко Марина
Мари́на Кра́вченко (івр. הנירמ וקנ'צברק; нар. 19 травня 1975) — українська й ізраїльська настільна тенісистка, учасниця літніх Олімпійських ігор, дворазова чемпіонка України.

## Життєпис
Народилася 19 травня 1975 року в Україні. Заняття настільним тенісом розпочала у семирічному віці під керівництвом батька, який тренував українську збірну. У 1987 році Марина представляла Україну на юнацькому Чемпіонаті Європи, де виборола срібло в одиночному розряді, бронзу в парному розряді, і Україна виграла командне срібло. Двічі ставала фіналісткою чемпіонатів СРСР. У 1991 році Марина Кравченко увійшла до складу збірної СРСР з настільного тенісу, яка перемогла на Чемпіонаті Європи.
У 1992 році здобула срібло у одиночному розряді і бронзу у парному розряді (разом з Оленою Комраковою) на чемпіонаті СНД.  
У 1994 році Марина Кравченко переїхала до Ізраїлю, де вийшла заміж. Виступала за «Nazareth Elite table tennis club». У складі клубу виграла вісім національних титулів поспіль.
В 1996 році у Братиславі у складі збірної України (Ковтун Олена, Кравченко Марина, Швець Олена, Курсакова Ганна) здобуває 7 місце на першості Європи.
На першості Європи в 1998 році Марина вже представляла Ізраїль та потрапляє у 16 в особистому розряді.
У листопаді 2002 року стала переможницею 3-х Міжнародних змагань з настільного тенісу імені М. Нікітіна в Санкт-Петербурзі (Росія), перемігши у фіналі господарку змагань Оксану Фадеєву.
На літніх Олімпійських іграх 2004 року в Афінах (Греція) брала участь у змаганнях в одиночному розряді. В першому колі перемогла гречанку Архонтулу Волокакі з рахунком 4:0 (11:6, 11:5, 11:4, 11:5); у другому колі перемогла румунку Отілію Бадеску з рахунком 4:2 (11:6, 11:9, 4:11, 11:3, 8:11, 11:6). У третьому раунді поступилась хорватці Тамарі Борош з рахунком 0:4 (8:11, 6:11, 5:11, 7:11).
У 2006 році виступала за клуб Донбас з Алчевська. 